# Diócesis de Gwalior
La diócesis de Gwalior (en latín: Dioecesis Gwaliorensis y en inglés: Roman Catholic Diocese of Gwalior) es una circunscripción eclesiástica de la Iglesia católica en India. Se trata de una diócesis latina, sufragánea de la arquidiócesis de Bhopal. Desde el 31 de mayo de 2019 su obispo es Joseph Thykkattil.

## Territorio y organización
La diócesis tiene 33 583 km² y extiende su jurisdicción sobre los fieles católicos de rito latino residentes en 6 distritos del estado de Madhya Pradesh: Gwalior, Bhind, Morena, Shivpuri, Datia y Sheopur.
La sede de la diócesis se encuentra en la ciudad de Gwalior, en donde se halla la Catedral de San Juan Bautista.
En 2021 en la diócesis existían 27 parroquias.

## Historia
La diócesis fue erigida el 9 de febrero de 1999 con la bula Cum ad aeternam del papa Juan Pablo II, obteniendo el territorio de la diócesis de Jhansi.

## Estadísticas
Según el Anuario Pontificio 2022 la diócesis tenía a fines de 2021 un total de 5373 fieles bautizados.
| Año                                                                             | Población            | Población | Población      | Sacerdotes | Sacerdotes    | Sacerdotes    | Bautizados por sacerdote | Diáconos permanentes | Religiosos | Religiosos | Parroquias |
| Año                                                                             | Bautizados católicos | Total     | % de católicos | Total      | Clero secular | Clero regular | Bautizados por sacerdote | Diáconos permanentes | Varones    | Mujeres    | Parroquias |
| ------------------------------------------------------------------------------- | -------------------- | --------- | -------------- | ---------- | ------------- | ------------- | ------------------------ | -------------------- | ---------- | ---------- | ---------- |
| 1999                                                                            | 2188                 | 5 866 723 | 0.0            | 31         | 24            | 7             | 70                       |                      | 7          | 60         |            |
| 2000                                                                            | 3475                 | 5 866 723 | 0.1            | 21         | 15            | 6             | 165                      |                      | 6          | 46         | 13         |
| 2001                                                                            | 3550                 | 5 870 000 | 0.1            | 23         | 16            | 7             | 154                      |                      | 7          | 50         | 13         |
| 2003                                                                            | 3555                 | 5 875 000 | 0.1            | 27         | 20            | 7             | 131                      |                      | 7          | 51         | 17         |
| 2004                                                                            | 3750                 | 5 900 000 | 0.1            | 28         | 21            | 7             | 133                      |                      | 7          | 52         | 20         |
| 2006                                                                            | 4150                 | 5 960 000 | 0.1            | 27         | 21            | 6             | 153                      |                      | 6          | 52         | 24         |
| 2013                                                                            | 4900                 | 6 010 000 | 0.1            | 32         | 21            | 11            | 153                      |                      | 11         | 58         | 25         |
| 2016                                                                            | 4950                 | 6 098 000 | 0.1            | 35         | 25            | 10            | 141                      |                      | 10         | 75         | 25         |
| 2019                                                                            | 5260                 | 6 130 000 | 0.1            | 42         | 30            | 12            | 125                      |                      | 12         | 73         | 17         |
| 2021                                                                            | 5373                 | 6 259 000 | 0.1            | 43         | 31            | 12            | 124                      |                      | 12         | 61         | 27         |
| Fuente: Catholic-Hierarchy, que a su vez toma los datos del Anuario Pontificio. |                      |           |                |            |               |               |                          |                      |            |            |            |

## Episcopologio
- Joseph Kaithathara (9 de febrero de 1999-18 de octubre de 2016 retirado)
- Thomas Thennatt, S.A.C. † (18 de octubre de 2016-14 de diciembre de 2018 falleció)
- Joseph Thykkattil, desde el 31 de mayo de 2019